# Juchnajcie
Juchnajcie (Duits: Juckneitschen; 1935-1945: Steinhagen) is een plaats in het Poolse woiwodschap Ermland-Mazurië, gelegen in het district Gołdapski. De plaats maakt deel uit van de stad- en landgemeente Gołdap en telt 74 inwoners.